# Sherlock Holmes y el misterio de la Casa Osborne
Sherlock Holmes y el Misterio de la Casa Osborne es un juego de aventura para la videoconsola portátil Nintendo DS por Frogwares. Es el primero en la serie Aventuras de Sherlock Holmes en ser hecho específicamente para la DS.

## Jugabilidad
Sherlock Holmes y el Misterio de la Casa Osborne pone un fuerte énfasis en los puzles, que el jugador resuelve usando el lápiz óptico y la pantalla táctil. Estos en gran parte toman la forma de minijuegos que incluyen rompecabezas, códigos para descifrar y pinturas para examinar. Cada uno de estos puzles tiene sus propios niveles de dificultad y estilos de juego. El juego también cuenta con un sistema de ayuda que destaca pistas importantes y guía al jugador para completar el rompecabezas. El resolver el rompecabezas sin usar este sistema de ayuda premia al jugador con más puntos y desbloquea material extra puzles de bonificación.
El juego tiene lugar en entornos grandes dibujados a mano del Londres de la Era Victoriana el cual los jugadores pueden desplazarse y explorar, tomando misiones secundarias y misiones opcionales. Cuando interactúan con los diversos personajes en el juego, los jugadores pueden solicitar información e interrogarlos. Cuando estos personajes le da al jugador una pista, Holmes lo bosqueja, formando un nuevo puzle.

## Trama
Cuando los registros genealógicos de la Reina Victoria son robados, la Familia Real decide poner a Sherlock Holmes a cargo del caso y le piden que resuelva el extraño misterio. Seguido por el Doctor Watson, Holmes utiliza sus sentidos de lógica y observación a través de docenas de enigmas, puzles y rompecabezas de todo tipo. La investigación lo llevó al Castillo de Windsor, al Palacio de Buckingham y al Museo Británico, y en el camino se encuentra con muchos personajes carismáticos que le ayudan a resolver el extraño caso y finalmente descubrir la verdad, incluida la pregunta de por qué la Familia Real insiste en mantener el caso en secreto.

## Recepción
A pesar de ser un éxito comercial, el juego recibió críticas negativas de los críticos y las revisiones de usuarios. IGN le dio una mala puntuación de 4.5.